# Kaple Nanebevzetí Panny Marie (Vrchovany)
Kaple Nanebevzetí Panny Marie ve Vrchovanech je sakrální stavba, která se nachází uprostřed obce Vrchovany v okrese Česká Lípa v Libereckém kraji.  Duchovní správou spadá pod Římskokatolickou farnost – děkanství Dubá. Kaple je chráněna jako kulturní památka České republiky.

## Historie

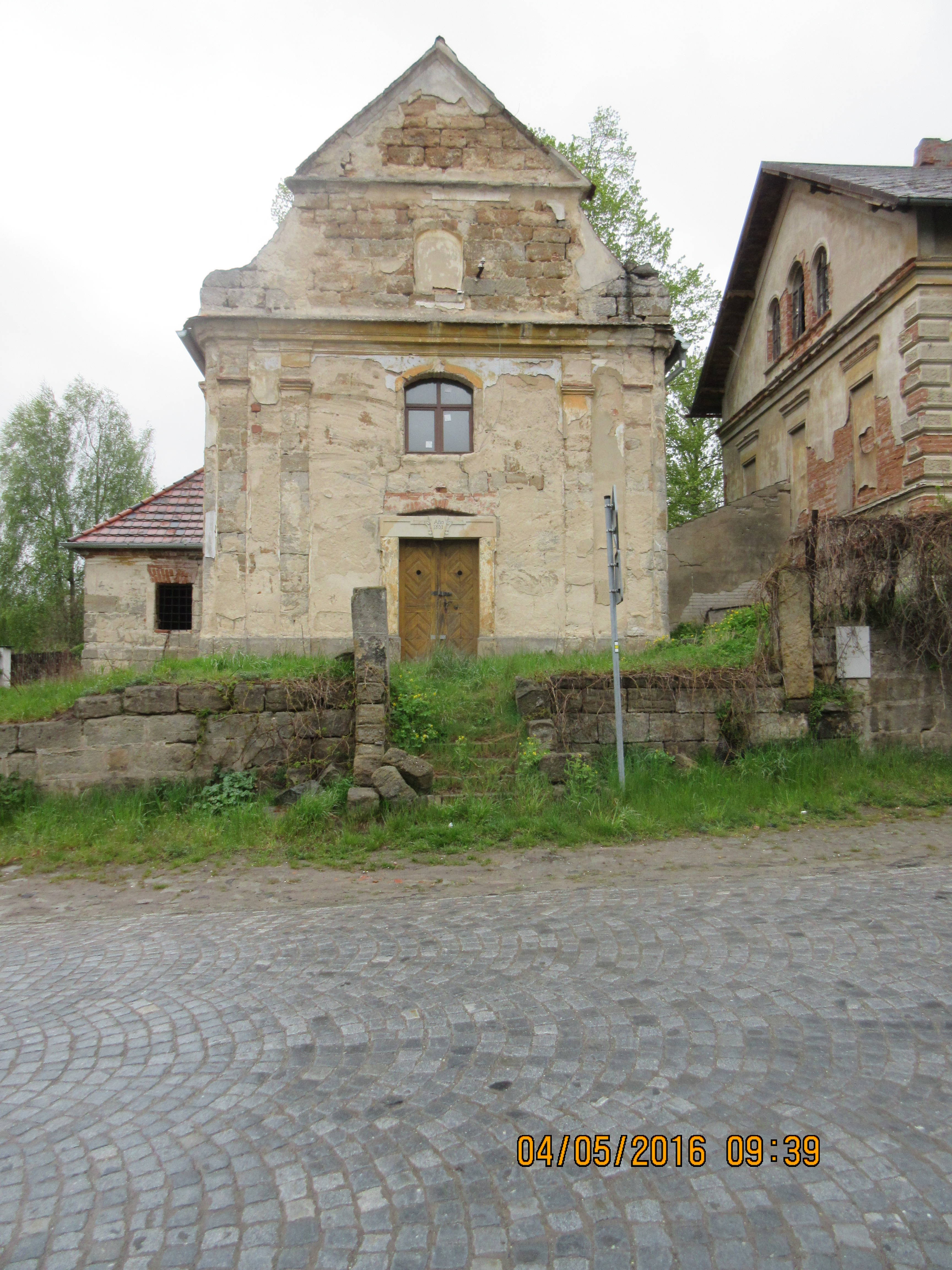
Průčelí kaple ve Vrchovanech

Původní kaple se v místě nacházela snad již v 17. století. Znovu vystavěna nebo rozšířena byla v roce 1801.

## Architektura
Jedná se o jednolodní, obdélnou stavbu s půlkruhově uzavřeným presbytářem se sakristií po jižní straně. Průčelí je se štítem, který byl upraven začátkem 19. století v stylu lidového baroka. Stěny kaple jsou členěny lizénami. Stavba má uvnitř plochý strop.

## Zařízení
V 80. letech 20. století patřil k zařízení raně barokní oltář ze 2. poloviny 17. století. Tento oltář je portálový, s boltcovým ornamentem s obrazy z 19. století. Na stěnách jsou obrazy světců – českých patronů. Další vybavení je ve stylu lidového baroka ze 2. poloviny 18. století.